# سيد العجمي
سيد العجمي هو مصري بريطاني في سبتمبر / أيلول 1998 في المملكة المتحدة اتهم بالانتماء إلى جماعة الجهاد الإسلامي المصرية.
تم القبض عليه كجزء من «عملية التحدي» التي اعتقلت سبعة رجال يعيشون في بريطانيا من خلال استخدام قانون منع الإرهاب لعام 1989، متهما إياهم بالصلات مع الجهاد. واتهم أحد الرجال بحيازة سلاح. بعد ستة أشهر من الاعتقالات، نظم مسلمو بريطانيا مظاهرة أمام 10 داوننغ ستريت للاحتجاج على استمرار احتجاز الرجال السبعة.
وقد سبق اعتقاله عدة مرات في الثمانينيات.